# Fracc. Cno. Maldonado
Fracc. Cno. Maldonado é um município do Uruguai localizado no departamento de Canelones. Segundo censo de 2005, havia 13 939 residentes.